# Nello Mascia
Nello Mascia, all'anagrafe Aniello Mascia (Sala Consilina, 28 dicembre 1946), è un attore e regista italiano.

## Biografia

### Teatro
Comincia l'attività di attore in compagnie dirette da Mico Galdieri al fianco di grandi attori come Ugo D'Alessio, Pupella Maggio, Giustino Durano. Approda successivamente nella compagnia di Eduardo De Filippo, per un breve apprendistato artistico (Il sindaco del rione Sanità; Gli esami non finiscono mai; Uomo e galantuomo). Nel 1972 fonda la cooperativa teatrale "Gli Ipocriti", che dirige e di cui è l'animatore principale per circa 25 anni. Nel 1980 interpreta il personaggio del sagrestano Pacebbene in Uscita di emergenza di Manlio Santanelli, in coppia prima con Bruno Cirino, poi, alla morte di questi, con Sergio Fantoni. Nel 1983-1984 è al Piccolo Teatro di Milano dove interpreta Trinculo nell'allestimento de La tempesta di William Shakespeare, curato da Giorgio Strehler, che inaugura il Teatro D'Europa all'Odeon di Parigi.
Dal 1986 dà il via ad un progetto artistico incentrato sulla divulgazione e sulla valorizzazione dell'opera di Raffaele Viviani. Dell'autore napoletano allestisce una serie di spettacoli: L'ultimo scugnizzo, con regia di Ugo Gregoretti, Fatto di Cronaca, con regia di Maurizio Scaparro, Guappo di Cartone, con regia di Armando Pugliese, La musica dei ciechi, con regia di Antonio Calenda. Nel 2001 porta in scena e quindi in televisione Fango, scritto da Mario Gelardi, racconto delle tragiche frane di Sarno nel 1998, che provocarono la morte di 160 persone. Nel 2002 è coprotagonista a fianco di Carlo Giuffré in Miseria e nobiltà, interpretazione che gli vale le candidature al Premio Olimpico per il Teatro e al Premio Ubu. Nel 2006 entra nell'organico artistico del Teatro Stabile di Palermo diretto da Pietro Carriglio, di cui diviene attore di riferimento per un settennato. 
Nel 2007 è protagonista-mattatore di Il re muore di Eugène Ionesco per la regia di Pietro Carriglio, spettacolo candidato al Premio Olimpico per il Teatro. Sensibile alle tematiche sociali, riduce per la scena il saggio di Tommaso Sodano e Nello Trocchia "La peste". Nel 2011 porta in scena - sempre sotto l'egida dello Stabile di Palermo - Natale in casa Cupiello di Eduardo De Filippo, allestimento che lo vede impegnato sia nelle vesti del protagonista Luca Cupiello, sia in quelle di regista. Nel 2016 fonda la compagnia teatrale Attori Indipendenti.
Nel 2019 assume l'incarico di realizzare un Progetto Triennale sull'opera di Raffaele Viviani presso il Teatro Trianon - Viviani - di Napoli.

### Televisione
In televisione nel 1979 è l'operaio Marco, protagonista dello sceneggiato in 4 puntate Tre operai, dal romanzo di Carlo Bernari per la regia di Francesco Maselli. Nel 1983 è protagonista del Carmagnola, libero adattamento di Ugo Gregoretti dalla tragedia di Alessandro Manzoni. Nel 1997 è il crudele Ferdinand ne Il conto Montecristo, singolare versione di Ugo Gregoretti dal romanzo di Alessandro Dumas padre. Nel 2006 è fra i protagonisti della serie TV Capri, interpretando il personaggio di Domenico Scapece. Dal 2016 al 2021 compare in Gomorra - La serie, ma anche nel film L'immortale, nei panni di don Aniello Pastore.

### Cinema
Nel cinema è fra gli interpreti di Morte di un matematico napoletano di Mario Martone. Successivamente è protagonista di diversi altri film, fra cui Pacco, doppio pacco e contropaccotto di Nanni Loy, Sono pazzo di Iris Blond di Carlo Verdone e L'uomo in più di Paolo Sorrentino. Nel 1998 è tra gli interpreti di La cena di Ettore Scola, film che gli vale, insieme al resto del cast, il Nastro d'argento come miglior attore non protagonista. Nel 2022 è fra gli interpreti di Nostalgia di Mario Martone, film in concorso al Festival di Cannes. È tra i protagonisti, nel 2024, del film di Paolo Sorrentino, Parthenope, in concorso al Festival di Cannes.

## Filmografia

### Cinema
- Lucky Luciano, regia di Francesco Rosi (1973)
- Core mio, regia di Stefano Calanchi (1982)
- Delitti, amore e gelosia, regia di Luciano Secchi (1982)
- Le cinque rose di Jennifer, regia di Tomaso Sherman (1989)
- Morte di un matematico napoletano, regia di Mario Martone (1992)
- Pacco, doppio pacco e contropaccotto, regia di Nanni Loy (1993)
- La seconda volta, regia di Mimmo Calopresti (1995)
- Sono pazzo di Iris Blond, regia di Carlo Verdone (1996)
- La cena, regia di Ettore Scola (1998) – Nastro d'argento attore non protagonista
- Non con un bang, regia di Mariano Lamberti (1999)
- L'uomo in più, regia di Paolo Sorrentino (2001)
- La collezione invisibile regia di Gianfranco Isernia (2003)
- Dentro la città, regia di Andrea Costantini (2004)
- La ragazza del lago, regia di Andrea Molaioli (2007)
- Alza la testa, regia di Alessandro Angelini (2008)
- Il passato è una terra straniera, regia di Daniele Vicari (2008)
- Gorbaciof, regia di Stefano Incerti (2010)
- Sodoma - L'altra faccia di Gomorra, regia di Vincenzo Pirozzi (2013)
- L'ultimo goal, regia di Federico Di Cicilia (2013)
- L'oro di Scampia, regia di Marco Pontecorvo (2014)
- Una storia sbagliata, regia di Gianluca Maria Tavarelli (2015)
- Il giovane favoloso, regia di Mario Martone (2014)
- Il nido, regia di Klaudia Reynicke (2016)
- Nove lune e mezza, regia di Michela Andreozzi (2017)
- Le verità, regia di Giuseppe Alessio Nuzzo (2017)
- Vita segreta di Maria Capasso, regia di Salvatore Piscicelli (2019)
- 5 è il numero perfetto, regia di Igort (2019)
- L'immortale, regia di Marco D'Amore (2019)
- Qui rido io, regia di Mario Martone (2021)
- Esterno notte, regia di Marco Bellocchio (2022)
- Nostalgia, regia di Mario Martone (2022)
- Parthenope, regia di Paolo Sorrentino (2024)

### Televisione
- Napoli 1860 - La fine dei Borboni, regia di Alessandro Blasetti – miniserie TV (1970)
- L'esperimento, regia di Dante Guardamagna – film TV (1971)
- Signora Ava, regia di Antonio Calenda – miniserie TV (1975)
- Storie della camorra, regia di Paolo Gazzara – miniserie TV (1978)
- L'eredità della priora, regia di Anton Giulio Majano – miniserie TV (1980)
- Tre operai, regia di Citto Maselli – miniserie TV (1980)
- Caffè nero, regia di Lorenzo Salveti – opera teatrale (1984)
- Paola e i leoni, regia di Lorenzo Salveti (1984)
- La fuga del generale. Il caso Roatta (1944-1945), serie “Teatrostoria. Fatti e protagonisti del XX secolo”, regia di Tomaso Sherman (1985)
- Il viaggio difficile, regia di Giorgio Pelloni – miniserie TV (1986)
- Nel regno del Sud. Settembre 1943-giugno 1944, regia di Ansano Giannarelli – film TV (1988)
- Sound, regia di Biagio Proietti – miniserie TV (1989)
- Poliziotti, regia di Tomaso Sherman – film TV (1992)
- Il conto Montecristo, regia di Ugo Gregoretti – film TV (1996)
- Un posto al sole – serial TV (1996-2001)
- Assunta Spina, regia di Riccardo Milani – miniserie TV (2006) – Riccardo Milani
- Capri, regia di Enrico Oldoini e Francesca Marra – serie TV, 12 episodi (2006-2008)
- Colpi di sole, regia di Mariano Lamberti – serie TV (2007)
- Don Matteo, regia di Carmine Elia – serie TV, episodio 8x10, "Tiro mancino" (2011)
- Rossella, regia di Gianni Lepre – serie TV  (2012)
- L'oro di Scampia, regia di Marco Pontecorvo – film TV (2014)
- Il sistema, regia di Carmine Elia – serie TV  (2016)
- Gomorra - La serie, registi vari – serie TV, 5 episodi (2016-2021)
- Dov'è Mario?, regia di Edoardo Gabbriellini – serie TV (2016)
- 1994, regia di Claudio Noce – serie TV, episodio 3x04 (2019)
- Sopravvissuti, regia di Carmine Elia – serie TV, episodi 1x01-1x11 (2022)
- Tutto per mio figlio, regia di Umberto Marino – film TV (2022)
- Noi siamo leggenda, regia di Carmine Elia – serie TV (2023)
- Imma Tataranni - Sostituto procuratore, regia di Francesco Amato – serie TV, episodi 3x04-4x02-4x03-4x04 (2023-2025)
- Sara - La donna nell’ombra , regia di Carmine Elia – serie TV, episodio 1x05 (2025)

## Teatro
- Il sindaco del rione Sanità di e regia di Eduardo De Filippo (1973)
- Gli esami non finiscono mai di e regia di Eduardo De Filippo (1973-1974)
- Ricorda con rabbia di John Osborne, regia di Lorenzo Salveti
- Le furberie di Scapino di Molière, regia di Lucio Beffi
- Lorca di, regia e interpretazione di Nello Mascia
- Le Farse di Dario Fo, regia e interpretazione di Nello Mascia
- La gondola fantasma di, regia e interpretazione di Nello Mascia, da un racconto di Gianni Rodari
- La favola di Masino, testo e regia di Nello Mascia
- Scaramuccia, testo e regia di Nello Mascia
- Cupris di, regia e interpretazione di Nello Mascia, da un racconto di Carlo Bernari
- Le troiane di Euripide, regia di Mico Galdieri
- Notturno di Luigi Pistilli, regia di Mico Galdieri
- Andromeda di e regia di Mario Santella
- Ti ricorderai di me (Luigi Tenco), testo e regia di A. Lamberti – ruolo: Luigi Tenco
- La tabernaria di G.B. Della Porta, regia di Mico Galdieri
- L'astrologo di G.B. Della Porta, regia di Mico Galdieri
- La commedia della pentola, da Plauto, regia di Mico Galdieri
- Pulcinellata, testo e regia di Tato Russo – ruolo Pulcinella
- Cappuccetto blu, testo e regia di Tato Russo
- La commedia del re buffone e del buffone re di e regia di Luigi De Filippo
- Il perfetto amore di Roberto Bracco, regia di Tomaso Sherman
- Il matrimonio di Figaro di Pierre-Augustin Caron de Beaumarchais, regia di Ugo Gregoretti
- Uscita di emergenza di Manlio Santanelli, regia di Bruno Cirino (1980)
- La tempesta di William Shakespeare, regia di Giorgio Strehler (1983-1984)
- L'isola di Sancho di Manlio Santanelli, regia di Gianfranco De Bosio (1984)
- Uno nessuno centomila di Luigi Pirandello, regia di Lorenzo Salveti (1985)
- Elogio della paura di Manlio Santanelli, regia di Nello Mascia
- 1799 di Manlio Santanelli, regia e interpretazione di Nello Mascia
- I figli di Iorio, da D'Annunzio a Scarpetta, regia di Ugo Gregoretti (1987)
- L'ultimo scugnizzo di Raffaele Viviani, regia di Ugo Gregoretti (1988)
- Fatto di cronaca di Raffaele Viviani, regia di Maurizio Scaparro (1990)
- Guappo di cartone di Raffaele Viviani, regia di Armando Pugliese (1992)
- La bottega del caffè di Carlo Goldoni, regia di Mario Missiroli, Teatro di Roma (1993) – ruolo: don Marzio
- Musica dei ciechi di Raffaele Viviani, regia di Antonio Calenda (1994)
- Prometeo di Eschilo, regia di Antonio Calenda – personaggio Ermes, INDA (1994)
- Il naso di famiglia di Manlio Santanelli, regia e interpretazione di Nello Mascia
- L'uomo, la bestia e la virtù di Luigi Pirandello, regia e interpretazione di Nello Mascia
- Stasera Viviani – recital, regia di Nello Mascia
- Anni sessanta – recital, regia di Nello Mascia
- Salvatore Di Giacomo, poesie e canzoni – recital, regia di Nello Mascia
- Uomo e galantuomo di Eduardo De Filippo, regia di Ugo Gregoretti
- Il guardiano di Harold Pinter, regia e interpretazione di Nello Mascia
- L'isola purpurea di Mikhail Bulgakov, regia di Marco Lucchesi, Spoleto (1997)
- Un autobus tutto speciale di Manlio Santanelli, regia di Nello Mascia (1997)
- Andate all'Inferno! (Per me si va dove volete voi) di Manlio Santanelli, regia di Nello Mascia
- Putiferio di Raffaele Viviani, regia e interpretazione di Nello Mascia (1998)
- La famiglia dell'antiquario di Carlo Goldoni, regia Adriana Martino (1999) – ruolo: conte Anselmo Terrazzani
- Il dramma del chiedere di Peter Handke, regia di Umberto Cantone (1999)
- Fuori l'autore! di Raffaele Viviani, regia e interpretazione di Nello Mascia (2000)
- Le false confidenze di Pierre de Marivaux, regia di Toni Servillo
- I dieci comandamenti di Raffaele Viviani, regia di Mario Martone (2000)
- Fango, regia e interpretazione di Nello Mascia
- Miseria e nobiltà di Eduardo Scarpetta, regia di Carlo Giuffrè (2002) – ruolo: Pasquale Cacace
- Miles gloriosus di Plauto, Teatro Stabile d'Abruzzo (2002)
- Se questo è un uomo di Primo Levi (2005)
- Le vespe di Aristofane, regia di Renato Giordano (2006)
- Il povero Piero di Achille Campanile, regia di Pietro Carriglio, Teatro Biondo Stabile di Palermo (2006)
- Il re muore di Eugène Ionesco, regia di Pietro Carriglio, Teatro Biondo Stabile di Palermo (2006) – ruolo: Berenger
- Festa di Piedigrotta di Raffaele Viviani, regia di Nello Mascia (2007)
- Un eccesso di zelo di Manlio Santanelli, regia e interpretazione di Nello Mascia, Teatro Biondo Stabile di Palermo (2007)
- Amleto di William Shakespeare, regia di Pietro Carriglio, Teatro Biondo Stabile di Palermo (2008) – ruolo: Polonio
- La locandiera di Carlo Goldoni, regia di Pietro Carriglio, Teatro Biondo Stabile di Palermo (2009) – ruolo: il marchese
- Festival della Canzone napoletana di Achille Campanile, regia di Umberto Cantone, Teatro Biondo Stabile di Palermo (2009)
- Le sedie di Eugène Ionesco, regia di Pietro Carriglio, Teatro Biondo Stabile di Palermo (2010)
- Shakespeare & Shakespeare – recital, regia di Pietro Carriglio, Teatro Biondo Stabile di Palermo (2010)
- La peste di Nello Mascia e Nello Trocchia, dal libro di Tommaso Sodano, regia e interpretazione di Nello Mascia (2011)
- Zio Vanja di Anton Čechov, regia di Umberto Cantone, Teatro Biondo Stabile di Palermo (2011) – ruolo: Vanja
- Mandragola di Niccolò Machiavelli, regia di Umberto Cantone, Teatro Biondo Stabile di Palermo (2011) – ruolo: fra Timoteo
- Dansen - Danza di morte di August Strindberg, regia di Umberto Cantone, Teatro Biondo Stabile di Palermo (2011) – ruolo: Edgar
- Natale in casa Cupiello di Eduardo De Filippo, regia e interpretazione di Nello Mascia, Teatro Biondo Stabile di Palermo (2011) – ruolo: Luca Cupiello
- Terra di nessuno di Harold Pinter, regia di Cesare Lievi, Teatro Biondo Stabile di Palermo (2012)
- Filomena Marturano di Eduardo De Filippo, regia e interpretazione di Nello Mascia (2015)
- Il guardiano di Harold Pinter, regia e interpretazione di Nello Mascia (2017) – ruolo: Aston
- O Vico di Raffaele Viviani, regia e interpretazione di Nello Mascia (2016) – ruolo: il signorino
- La figliata di Raffaele Viviani, regia e interpretazione di Nello Mascia (2018)
- L'Oro di Napoli di Manlio Santanelli, dai racconti di Marotta, regia e interpretazione di Nello Mascia (2019)
- Il contrabbasso di Patrik Süskind, regia di Henning Brockaus, Teatro Biondo Stabile di Palermo (2020)
- The red lions di Patrick Marber, regia di Marcello Cotugno (2020)
- Viviani per strada - capitolo 1°: Porta Capuana - 'Mmiez' 'a ferrovia, regia e interpretazione di Nello Mascia, Teatro Trianon Viviani (2020) – ruoli: don Ciro 'O Capitalista, Crispino, il Magnetizzatore
- La zattera di Gericault di Carlo Longo, regia di Piero Maccarinelli (2020-2022) – ruolo: Caruel
- Viviani per strada - capitolo 2°: via Partenope - Tuledo 'e notte, regia e interpretazione di Nello Mascia (2021) – ruoli: Bebè, Leopoldo Coletta
- Tutto per truffa di Mario Scarpetta, regia e interpretazione di Nello Mascia (2022) – ruoli: i 4 truffati
- Viviani per strada - capitolo 3°: Caffè di notte e giorno - Scalo marittimo, regia e interpretazione di Nello Mascia (2022)
- A che servono questi quattrini di Armando Curcio, regia di Andrea Renzi (2023) – ruolo: Eduardo Parascandalo